# لبوک
شهر لبوک (به فرانسوی: Lebbeke) در شهرستان داندرموند در استان فلاندری شرقی در منطقه فلاندری در کشور بلژیک واقع شده‌است.